# USS Grayling (SS-209)
USS Grayling (SS-209) – amerykański okręt podwodny z czasów drugiej wojny światowej typu Tambor.  W czasie służby, „Grayling” uzyskał 5 potwierdzonych zatopień, o łącznym tonażu 20 575 ton. Został zatopiony 9 września 1943 roku.